# Jędrzejowice (województwo dolnośląskie)
Jędrzejowice (dawniej niem. Endersdorf) – wieś w Polsce położona w województwie dolnośląskim, w powiecie dzierżoniowskim, w gminie Dzierżoniów.

## Historia
Jędrzejowice leżą w otulinie Ślężańskiego Parku Krajobrazowego pomiędzy Wzgórzami Kiełczyńskimi od strony zachodniej a Masywem Ślęży po stronie wschodniej, u podnóża Masywu Raduni. Najstarsze znane nam nazwy wsi: Andersdorf, wymieniona w 1373 r. i Endersdorff villa wymieniona w 1567 r., pochodzą z okresu kiedy Śląskiem, jako częścią Czech, władali Habsburgowie - nazwa prawdopodobnie pochodziła od imienia Andrzej - Andreas, Andres. Od 1785 r. w okresie panowania pruskiego, a później niemieckiego, wymieniono nazwę: Endersdorf. Po II wojnie światowej, kiedy Śląsk przyłączono do Polski, w 1945 r., wieś otrzymała nazwę: Zakrzówek, a w 1947 r., Jędrzejowice.
W roku 1625 miejscowość stanowiła dobro szlacheckie, związane z funkcjonowaniem tu folwarku pańskiego należącego do Hansa von Logau. Jednak w czasie wojny 30-letniej wieś przestała istnieć. W 1703 r. właścicielem był Ernes von Frankenberg, a podatki z niewielkiego majątku określono na 326 talarów, a od chłopa 32 talary. W tym samym roku Jędrzejowice były w posiadaniu hrabiny von Schlegenberg, wdowie po poprzednie wymienianym właścicielu. Następnymi posiadaczami byli hrabia von Gelihorm, a następnie von Wagendorff. W tym czasie majątek oceniano na 8 995 talarów, a wieś zamieszkiwana była przez 14 zagrodników, 10 chałupników i 3 rzemieślników. W 1785 r. właścicielem wsi był baron von Seidlitz, a wieś zamieszkiwały 123 osoby. W 1825 r. we wsi był dwór, folwark, browar, młyn wodny i 27 domów, które zamieszkiwały 162 osoby, a właścicielką majątku była starościna von Fürstenberg, z domu hrabianka von Schlabrendorf. Wieś była wówczas znana z sadów owocowych. W 1840 r. wieś, w której były 2 gospody, uruchomiono zgorzelnie, pracowało 26 rzemieślników, w tym również 15 tkaczy, było 192 mieszkańców, posiadał niejaki Braulik. W 1870 r., majątek o powierzchni 702 mórg ziemi (1 mórg jest to obszar, jaki jeden człowiek w ciągu dnia mógł zaorać lub skosić) i dochodach 1583 talarów należał do hrabiego von Münchhausena. 
Po wyżej wymienionych właścicielach wsi pozostał zespół dworski, który pochodzi zapewne z początku XIX wieku. Być może był to dwór zarządcy z około 1625 r., wymieniony w kontekście folwarku należącego do Hansa von Logau. Istnieją również przekazy mówiące o remoncie z początku XVIII w. (1703 r.), który miał przeprowadzić ówczesny właściciel majątku Ernest von Frankenberg. Zespół składa się z murowanego, niewielkiego dworu i zabudowań gospodarczych. Dwór jest jednokondygnacyjnym obiektem nakrytym dachem dwuspadowym z naczółkami i facjatą lukarnową na osi fasady. Fasada główna jest dziewięcioosiowa, boczne - trzyosiowe. Skromna dekoracja ogranicza się do boniowania wokół wejścia. O wcześniejszej metryce założenia (niż wiek XIX) może zaświadczać wątek murów i sposób zasklepienia piwnic. Dwór niestety jest w złym stanie technicznym. 
Obecnie w Jędrzejowicach rowerzyści mogą zatrzymać się na miejscu postojowym EuroVelo EV9 "Słoneczna Przystań", a na pstrąga i grilla zapraszają gospodarstwa nad stawami, natomiast u podnóża wzniesień powstało pole golfowe. 

## Podział administracyjny
W latach 1975–1998 miejscowość administracyjnie należała do województwa wałbrzyskiego.

## Demografia
Najmniejsza wieś gminy Dzierżoniów. Według ostatniego Narodowego Spisu Powszechnego liczyła 94 mieszkańców (31 III 2011 r.).